# St. Pius X. (Köln)

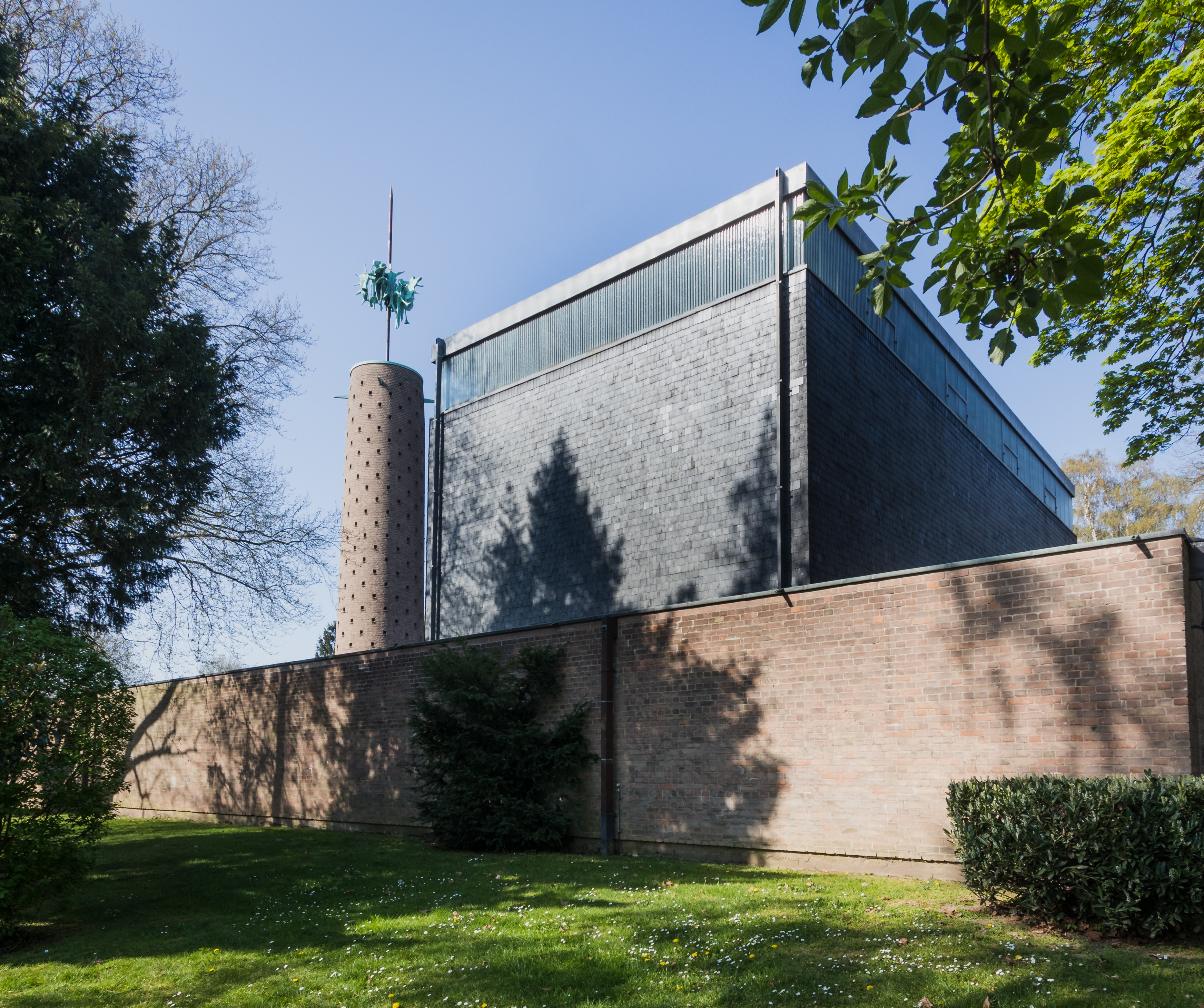
Oberbau und Glockenturm, umgeben von der Umfassungsmauer

St. Pius X. ist eine katholische Pfarrkirche im Kölner Stadtteil Flittard, die in den Jahren 1959 bis 1962 nach Plänen von Margot und Joachim Schürmann erbaut und im März 1961 geweiht wurde. Die Kirche steht unter dem Patrozinium des wenige Jahre vor dem Bau heiliggesprochenen Papstes Pius X. und ist seit 2001 denkmalgeschützt.
Die Kirche ist nicht zu verwechseln mit der anderen Kölner Kirche St. Pius im Stadtteil Zollstock, die Papst Pius I. geweiht ist.

## Vorgeschichte und Bau
Das Umfeld der Kirche ist die bereits 1937 entstandene und in den 1950er Jahren ausgebaute Bayer-Werksiedlung in Flittard, aus der heraus am 1. Mai 1958 eine katholische Kirchengemeinde gegründet wurde. Aus einem Architektenwettbewerb für den Kirchenbau gingen im Sommer 1957 drei Entwürfe hervor, von denen der des Büros Schürmann schließlich – modifiziert – ausgeführt wurde. Nach dem ersten Spatenstich im März 1959 und der Grundsteinlegung am 19. Juli desselben Jahres wurde die Kirche seit Juni 1960 für Gottesdienste genutzt und am 28. Januar 1961 durch Weihbischof Joseph Ferche geweiht.
In einem zweiten Bauabschnitt wurden ab Juni 1961 der gegenüberliegende Bau des Jugendheims sowie der Kirchturm errichtet.
Am 19. Juni 2001 wurde St. Piux X. unter der Nummer 8548 in die Denkmalliste der Stadt Köln aufgenommen.

## Baubeschreibung
Der Kirchensaal liegt innerhalb eines vierseitig ummauerten „sakralen Bezirks“ auf einem angeschütteten Terrain; sein Oberbau ragt quaderförmig aus diesem heraus. Innerhalb der Ummauerung liegt die Kirche selbst an deren nördlicher Schmalseite, ergänzt von weiteren Gemeindebauten an der südlichen Mauer.
Die Kirche selbst besteht aus zwei Baukörpern, einem eingeschossigen, das Mauerrechteck an drei Seiten völlig ausfüllenden flachen Quader und daraus herausragend einem 14 Meter hohen, verschieferten Oberbau – der Mittelschiffhalle – mit kleiner Kantenlänge mit zwei horizontalen Fensterstreifen. Der untere, schmalere ist mit farbigem Glas ausgeführt und läuft direkt an der Kante des Erdgeschossbaus entlang, der breitere zieht sich in Wellenglas an der Dachkante entlang. Hierdurch wirken die Wände des zentralen Raums schwebend. Der Oberbau ist auch tatsächlich nicht auf den unteren Baukörper gemauert, sondern hängt an einem zum Innenraum offenen Stahlrohrdachstuhl, der sich über die gesamte Deckenfläche erstreckt und an der die seitlichen Wände, ein Stahlfachwerk, mit Stahlseilen aufgehängt sind. Vier dünne Stahlsäulen stützen das Konstrukt.
Der Eingang zur Kirche erfolgt über zwei Türen an der Innenseite des Unterbaus. Dieses ist hier durch eine gleichmäßig gerasterte, mit Drahtglas verschlossene Holzgitterwand, strukturiert.
Im Inneren wirken diese beiden Baukörper zusammen und bilden in der Mitte einen hell belichteten „Hochraum“ für die zentralen sakralen Handlungen, und umlaufend einen niedrigen „Umraum“ für Kapellen und Sakristeitrakt. Während der niedrige Bautrakt in Skelettbau mit Ziegelmauerwerk ausgeführt ist, sind die Wände des Mittelschiffs mit naturfarbenen Schindeln aus Tannenholz verkleidet. Die sich in West- und Ostseite gegenüberliegenden Altar- und Orgelbereiche sind jeweils leicht erhöht angelegt.
Der 23 Meter hohe, gemauerte Glockenturm mit einem kreisrunden Grundriss und einem Durchmesser von 4,50 Metern steht in der Mitte des durch die umlaufende Mauer und die Gebäude sich ergebenden Innenhofs. Er verjüngt sich zur Spitze hin um einen Meter im Durchmesser und ist von ca. 200 kleinen Luken perforiert, die als Schallöffnungen dienen. Der Zugang zu diesem Innenhof erfolgt durch zwei kleinere Öffnungen an den Langseiten der Ummauerung, die axial auf den Turm ausgerichtet sind. Oberhalb der beiden Hoftore sind Reliefs aus Basaltlava angebracht.

## Ausstattung

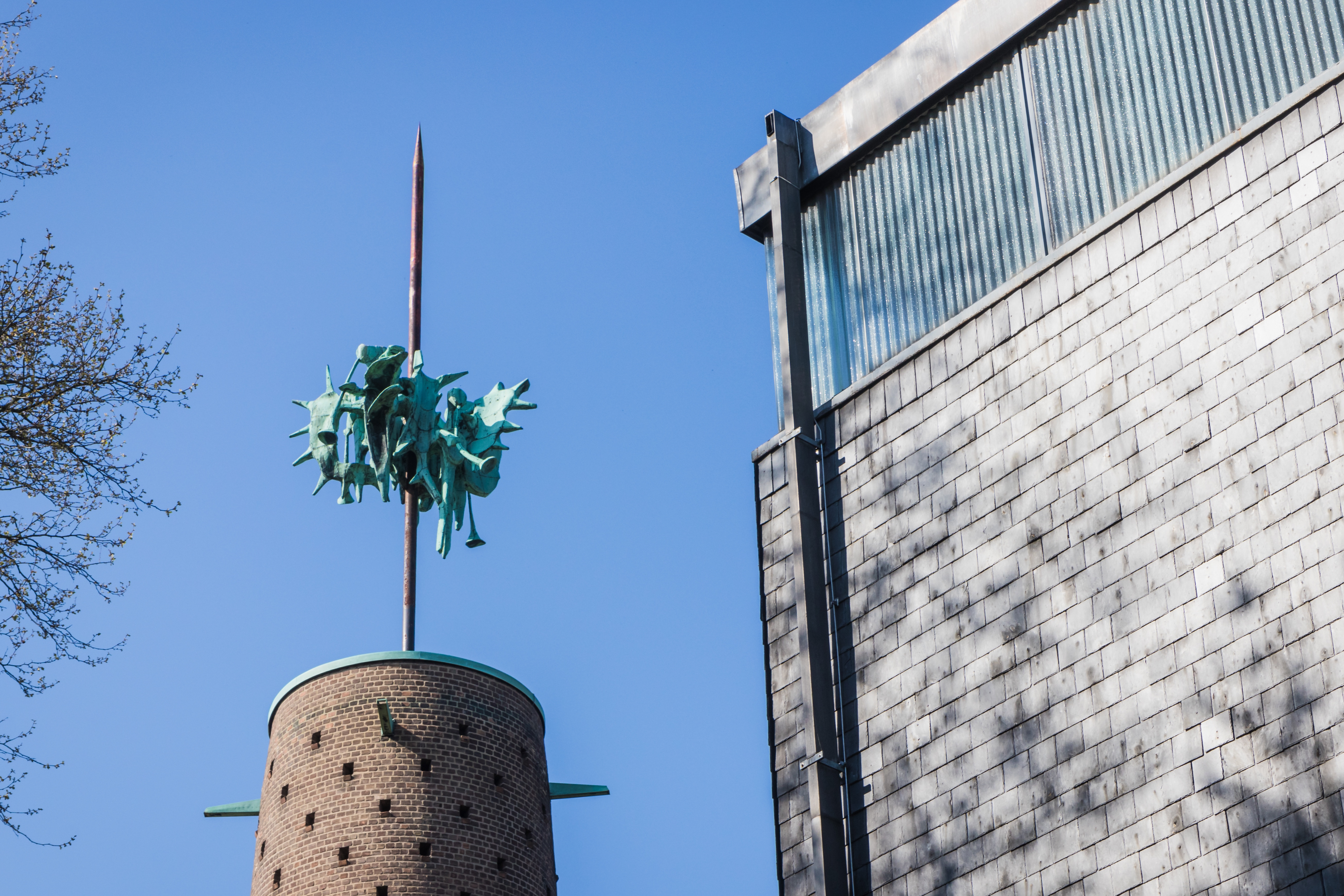
„Engelswolke“ als Turmbekrönung

Die beiden Basalt-Türstützen an den Eingangstoren stellen im Osten Johannes den Täufer mit dem Gotteslamm, im Westen den Heiligen Michael im Kampf mit dem Drachen dar. Sie wurden 1961 von Rudolf Peer angefertigt, aus dessen Hand auch der Altarblock und das Taufbecken stammen.
Die als „Engelswolke“ 1962 ausgeführte, etwa vier Meter große Turmbekrönung stammt von Werner Schürmann, dem Bruder des Architekten.
Das untere Fensterband rund um das Mittelschiff besteht aus einer farbigen Bleiverglasung von Paul Weigmann, in dem sich motivisch die Köpfe von Engeln oder Heiligen mit ornamentalen Strukturen abwechseln.
Eine 1964 entstandene Madonnenfigur von Hans Karl Burgeff wurde 1976 durch eine Abstimmung in der Gemeinde ausgewechselt, da sie anscheinend umstritten war.
Nachdem im Februar 1964 die vorherige Orgel durch einen Brand zerstört worden war, erhielt die Gemeinde am 12. Juli 1977 eine neue Orgel aus dem Hause Heyligers Orgelbau in Schmidtheim.
Das fünfstimmige Geläut wurde 1961 von Petit & Gebr. Edelbrock gegossen; die Schlagtöne sind b1–des2–es2–ges2–as2.